# Belosynapsis kawakamii
Belosynapsis kawakamii là một loài thực vật có hoa trong họ Commelinaceae. Loài này được (Hayata) C.I.Peng & Y.J.Chen mô tả khoa học đầu tiên năm 2000.